# Bilal El Khannouss
Bilal El Khannouss, född 10 maj 2004 i Strombeek-Bever, är en belgiskfödd marockansk fotbollsspelare.

## Karriär
Bilal El Khannouss inledde sin seniorkarriär i Genk 2022, och kontrakterades av Leicester City 2004. Han har representerat såväl Belgien som Marocko på flera ungdomsnivåer sedan 2019. Han ingick i det marockanska laget som vid olympiska sommarspelen 2024 i Paris tog brons efter att Marocko besegrat Egypten i bronsmatchen.